# Black Aria II
Black Aria II es un álbum de estudio de Glenn Danzig, y la continuación del disco de 1992 Black Aria. El álbum alcanzó el top 10 en las listas Billboard de música clásica.

## Lista de canciones
1. "Overture: Winged Night Demon" - 1:21
2. "Abbandonment / Recreation" - 4:12
3. "Zemaragad" - 3:57
4. "Lamia" - 4:14
5. "Bridal Ceremony of the Lilitu" - 2:16
6. "Dance of the Succubi" - 2:21
7. "Unclean Sephira" - 3:46
8. "LCKR" - 1:43
9. "The Succubus Feeds" - 2:20
10. "Shiddin" - 2:37
11. "Demons Reprise" - 3:13
12. "Lamenta Lilith" - 2:36

Todas las canciones fueron escritas por Glenn Danzig.

## Créditos
- Glenn Danzig: Voz, guitarra, teclados
- Tommy Victor: Guitarra
- Tania Themmen: Voz femenina